# Les Pépites
Pour plus de détails, voir Fiche technique et Distribution.
Les Pépites est un  documentaire français réalisé par Xavier de Lauzanne sorti en 2016. Il raconte la vie de Christian et Marie-France des Pallières et notamment le développement de leur association Pour un sourire d'enfant.

## Synopsis
Le film commence par présenter l'histoire du couple et de leur famille, nomade et aimant l'aventure. Une fois à la retraite, le couple est amené à partir au Cambodge pour faire de l'humanitaire. C'est là-bas qu'ils découvrent la vie misérable d'un grand nombre d'enfants dans la décharge « à ciel ouvert » de Phnom-Penh, au Cambodge. Décidés à tout faire pour aider ces enfants, ils créent en 1996 leur association Pour un sourire d'enfant qui ne va cesser de prendre de l'ampleur,,.
Le film alterne entre images d'archives et images prises par l'équipe du film en 2016.
À l'époque du film, l'association a permis à près de 10,000 enfants d’accéder à l’éducation pour se construire un avenir.

## Fiche technique
- Titre : Les Pépites
- Réalisation : Xavier de Lauzanne
- Photo : Xavier de Lauzanne
- Producteur : François-Hugues de Vaumas
- Pays d’origine :  France
- Langue : français
- Genre : documentaire
- Durée : 89 minutes
- Date de sortie : 2016

## Distribution
- Christian des Pallières
- Marie-France des Pallières

## Accueil critique
Les Pépites reçoit un accueil critique favorable voire très favorable (3,3/5 pour la presse et 4,7/5 pour les spectateurs sur Allociné).[réf. souhaitée]
Il totalisera 197 138 entrées en salle en France.[réf. souhaitée]